# Múnír el-Hádádí
Múnír el-Hádádí (spanyolul: Munir El Haddadi Mohamed, arabul: منير الحدادي; született: Madrid, 1995. szeptember 1. –), ismertebb nevén Munir, spanyol és marokkói válogatott labdarúgó, csatár. A La Ligában szereplő CD Leganés játékosa.
Karrierjét az Atletico Madrid utánpótlás csapataiban kezdte, 2011-ben csatlakozott a Barcelonához. A csapattal megnyerte a 2013–14-es UEFA Ifjúsági Bajnokok Ligáját. A B-csapatban 2014 márciusában mutatkozhatott be, majd ugyanezen év augusztusában már az első csapat gólszerzője volt. 2014 szeptemberében Munir a spanyol felnőtt válogatottba is meghívót kapott.

## Gyermekkor
Munir a Madridhoz közeli San Lorenzo de El Escorialban született, és a közeli Galapagarban nőtt fel; egy, az El Mundo által "kis Marokkónak" titulált utcában. Édesapja, Mohamed El Haddadi Arbrqui egy halászhajón érkezett Fnideq-ből Spanyolországba 18 éves korában és jelenleg szakácsként dolgozik. Az anyja, Zaida szintén arab és muszlim, a spanyol exklávé, Melilla szülötte. Munir 14 éves koráig a Real Madrid szurkolója volt. Muszlim vallású.

## Pályafutása

### Korai karrier
Egy 2010-es válogató után az Atlético Madrid játékosa lett, majd kölcsönben a CF Rayo Majadahonda kadét csapatában 29 meccsen 30 gólt jegyzett. Ennek eredményeként olyan klubok érdeklődését keltette fel, mint a Manchester City, vagy a Real Madird, de végül 2011 nyarán a Barcelona ifjúsági akadémiájára szerződött.

### Klubcsapatokban

#### FC Barcelona
Munir az UEFA Ifjúsági Bajnokok Ligájában az Ajax U19 ellen mutatkozhatott be, méghozzá 2 gólt jegyezve. Később duplázni tudott az Milan U19 és az FC København U19 ellen is. A tornát összességében 10 meccsen 11 góllal zárta. Az Benfica U19 elleni győztes döntőben is duplázni tudott. 2014. március 3-án szerződését megújítva 
2017 júniusáig láncolta magát a katalánok kötelékébe.
A másodosztályban miután 2013-ban a 4. és a 9. meccsen végig cserepados volt, 2014. március 1-jén mutatkozhatott be Barcelona B-ben az RCD Mallorca ellen, Sandro Ramírez 72. perces cseréjeként. Első felnőtt gólját április 19-én jegyezhette egy Girona elleni 2–1-es hazai győzelem alkalmával. 
2014. augusztus 24-én mutatkozhatott be az első csapatban, az Elche elleni bajnoki nyitányon. Debütáló mérkőzésén rögtön gólt jegyzett, a végül 3–0-ra végződött meccsen 67 percet játszott, Pedro váltotta.

#### Valencia CF (kölcsönben)
2016. augusztus 30-án az FC Barcelona-tól kölcsönben érkezett. Majd a csapatban a 9-es mezszámot viselte.
Szeptember 11-én debütált a csapatban, egy 2-3-as hazai mérkőzésen a Real Betis ellen. A 64. percben Santi Mina-t váltotta. A 9. fordulóban a nevelő csapata,  mármint az FC Barcelona elleni 2-3-as vendégbeli összecsapáson az 53. percben megszerezte első gólját is a klubban.
Ez év november 29-én a bemutatkozott a spanyol kupasorozatban, a CD Leganés elleni vendégbeli mérkőzésen, a harmadik percben megszerezte a vezetést csapatának, az összecsapás 1-3-ra végződött.

#### Deportivo Alavés (kölcsönben)
2017. szeptember 1-jén csatlakozott a csapathoz. Kilenc nappal később a RC Celta de Vigo elleni 1-0-ra elvesztett bajnoki tétmérkőzésen az 58. percben debütált.  Szeptember 30-án szerezte meg a csapatban az első gólját, a Levante UD elleni 2-0-s győzelemmel.
November 30-án ezzel a csapattal először lépett pályára a spanyol kupasorozatban, a 3-0-s Getafe CF elleni visszavágó diadalon. Ezen a napon kétszer is betalált, egyszer a harmadik, majd a 69. percben.

#### Sevilla
2019. január 11-én az Andalúziai alakulat, egyes lapok szerint kicsivel több mint 1 millió euróért vásárolták meg.
Január 13-án vagy is két nappal később debütált a bajnokságban az Athletic Club elleni 2–0-s vendégbeli vereségen. Csereként a 79. percben Roque Mesa-t váltotta. 
Március 7-én az Európa Ligában szerezte meg a csapatban az első gólját, az SK Slavia Praha elleni 2–2-es mérkőzésen.
2019. november 7-én 10. gólját szerezte a csapatban, amelyen mesterhármast jegyzett a luxemburgi F91 Dudelange ellen.
2020. augusztus 11-én játszotta a Sevilla színeiben 50. mérkőzését, idegenbeli környezetben a Wolverhampton Wanderers elleni 0–1-s Európa Liga negyeddöntő mérkőzésen. A 100. mérkőzésén a Red Bull Salzburg ellen lépett pályára, a Bajnokok Ligája 2021/22-es kiírásának csoportkörében.

#### Getafe
2022. augusztus 31-én ingyen megszerezte a madridi csapat a játékjogát, és egy évre írt alá.
Szeptember 4-én a Valencia elleni 5–1-re elvesztett idegenbeli bajnokin debütált a csapatban, Carles Aleñá-t váltva a második félidő elején. A hatodik mérkőzésén szerezte első gólját az Athletic Bilbao ellen, amellyel a 76. percben döntetlenre mentette a találkozót.
November 13-án lépett pályára a csapat színeiben első alkalommal a Copa del Rey-ben idegenbeli környezetben a San Roque Lepe ellen.
December 20-án két gólt szerzett a CD Diocesano elleni 2–0-s idegenbeli spanyol kupa mérkőzésen.

#### Las Palmas
2023. július 30-án egyéves szerződést kötött a kanári együttessel.

#### Leganés
2024. augusztus 22-én kétéves szerződést írt alá a CD Leganés csapatával.

## Válogatott karrier
Munir Spanyolországban született két marokkói szülő gyermekeként, így jogosult volt mindkét nemzet képviselésére nemzetközi szinten. Egyes források szerint, a katari szövetség kész volt Munir honosítására egy igen előnyös gazdasági megállapodás keretében.
Munirt 2014. augusztus 29-én hívta fel először a spanyol U21-es csapatba Albert Celades a Magyarország és Ausztria elleni szeptemberi meccsekre. Ám Diego Costa sérülése folytán szeptember 8-án Vicente del Bosque már a felnőtt keret tagjaként számolt vele a Macedónia elleni Eb-selejtező során. Munir rögtön be is mutatkozhatott azon a mérkőzésen. Kokét váltva 13 perc játékidőt kapott az Estadi Ciutat de València-beli 5–1-es sikerből.

### Marokkó
2021. január 28-án a FIFA közzétette a nemzeti csapatok alkalmassági követelményeit, Munir pedig zöld utat kapott Marokkó képviseletére, mivel egyszer játszott Spanyolországban, mielőtt betöltötte a 21. életévét.
2021. március 26-án debütált a csapatban Mauritánia vendégeket az Afrikai Nemzetek Kupája selejtezőjében.
Négy nappal később szerezte első gólját Burundi ellen, amivel 1–0-ra megnyerték a mérkőzést.
2022-ben tagja volt a 25-fős csapatnak, amely szerepelt a 2021-es afrikai nemzetek kupáján. Ezen a tornán a negyeddöntőig jutottak, ahol Munir is pályára lépett az Egyiptom elleni 2–1-es vereségen.

## Statisztika
2023. augusztus 6-i állapot szerint.
| Klub               | Szezon           | Bajnokság        | Bajnokság | Bajnokság | Kupa  | Kupa  | Nemzetközi | Nemzetközi | Egyéb | Egyéb | Összes | Összes |
| Klub               | Szezon           | Liga             | Mérk.     | Gólok     | Mérk. | Gólok | Mérk.      | Gólok      | Mérk. | Gólok | Mérk.  | Gólok  |
| ------------------ | ---------------- | ---------------- | --------- | --------- | ----- | ----- | ---------- | ---------- | ----- | ----- | ------ | ------ |
| Barcelona B        | 2013–14          | Segunda División | 11        | 4         | —     | —     | —          | —          | —     | —     | 11     | 4      |
| Barcelona B        | 2014–15          | Segunda División | 17        | 4         | —     | —     | —          | —          | —     | —     | 17     | 4      |
| Barcelona B        | Összesen         | Összesen         | 28        | 8         | —     | —     | —          | —          | —     | —     | 28     | 8      |
| Barcelona          | 2014–15          | La Liga          | 10        | 1         | 3     | 0     | 3          | 0          | —     | —     | 16     | 1      |
| Barcelona          | 2015–16          | La Liga          | 15        | 3         | 5     | 5     | 4          | 0          | 2     | 0     | 26     | 8      |
| Barcelona          | 2016–17          | La Liga          | 1         | 0         | 0     | 0     | 0          | 0          | 2     | 1     | 3      | 1      |
| Barcelona          | 2018–19          | La Liga          | 7         | 1         | 2     | 1     | 2          | 0          | 0     | 0     | 11     | 2      |
| Barcelona          | Összesen         | Összesen         | 33        | 5         | 10    | 6     | 9          | 0          | 4     | 1     | 56     | 12     |
| Valencia (kölcsön) | 2016–17          | La Liga          | 33        | 6         | 3     | 1     | —          | —          | —     | —     | 36     | 7      |
| Valencia (kölcsön) | Összesen         | Összesen         | 33        | 6         | 3     | 1     | —          | —          | —     | —     | 36     | 7      |
| Alavés (kölcsön)   | 2017–18          | La Liga          | 33        | 10        | 4     | 4     | —          | —          | —     | —     | 37     | 14     |
| Alavés (kölcsön)   | Összesen         | Összesen         | 33        | 10        | 4     | 4     | —          | —          | —     | —     | 37     | 14     |
| Sevilla            | 2018–19          | La Liga          | 16        | 5         | 1     | 0     | 3          | 2          | —     | —     | 20     | 7      |
| Sevilla            | 2019–20          | La Liga          | 21        | 5         | 2     | 0     | 9          | 5          | —     | —     | 32     | 10     |
| Sevilla            | 2020–21          | La Liga          | 24        | 4         | 6     | 0     | 6          | 1          | 0     | 0     | 36     | 5      |
| Sevilla            | 2021–22          | La Liga          | 16        | 2         | 2     | 0     | 7          | 1          | —     | —     | 25     | 3      |
| Sevilla            | Összesen         | Összesen         | 77        | 16        | 11    | 0     | 25         | 9          | 0     | 0     | 113    | 25     |
| Getafe             | 2022/23          | La Liga          | 28        | 3         | 3     | 4     | —          | —          | —     | —     | 31     | 7      |
| Getafe             | Összesen         | Összesen         | 28        | 3         | 3     | 4     | —          | —          | —     | —     | 31     | 7      |
| Las Palmas         | 2023/24          | La Liga          | 0         | 0         | 0     | 0     | —          | —          | —     | —     | 0      | 0      |
| Las Palmas         | Összesen         | Összesen         | 0         | 0         | 0     | 0     | 0          | 0          | 0     | 0     | 0      | 0      |
| Karrier összesen   | Karrier összesen | Karrier összesen | 232       | 48        | 31    | 15    | 34         | 9          | 4     | 1     | 301    | 73     |

1. 1 2 3 4 5  Mérkőzése(i) a Bajnokok Ligájában
2. ↑  Mérkőzése(i) a Klubvilágbajnokságon
3. 1 2  Mérkőzése(i) a Spanyol Szuperkupában
4. 1 2  Mérkőzése(i) az Európa Ligában
5. ↑  Mérkőzése(i) az UEFA-szuperkupában
6. ↑  Bajnokok Ligája 4 mérkőzés. 
 Európa Liga: 3 mérkőzés; egy gól.

## Sikerei, díjai
- Barcelona:
  - Spanyol bajnokság: 2014–2015, 2015–2016, 2018–2019
  - Spanyol kupa: 2014–2015, 2015–2016
  - Spanyol szuperkupa: 2016, 2018
  - UEFA-bajnokok ligája: 2014–2015
  - UEFA-szuperkupa: 2015
  - FIFA-klubvilágbajnokság: 2015
- Sevilla:
  - Európa-liga: 2019–20